# بنفشه فرنگی کوهی
 بنفشه فرنگی کوهی(نام علمی: Viola lutea) نام یک گونه از سرده بنفشه است.